# 小鬼大神探
《小鬼大神探》（英語：The Amazing Spiez!），是由法國製作公司Marathon Production與加拿大製作公司Image Entertainment Corporation製作的電視動畫，從2009年播到2012年，共兩季，本劇為人氣動畫《校園嬌娃》的衍生劇。

## 概要
故事講述嬌娃們（珊珊、可可、愛莉）告別特務生涯後，由傑瑞帶領的新特務們－克拉克四兄妹們，除了應付國中的課業問題，更要在緊急時刻聯手共同打擊犯罪。

## 總部
- W.O.O.H.P介紹

於校園嬌娃系列中，傑瑞將其開發的電腦系統格拉蒂斯（G.L.A.D.I.S）毀掉後，本劇中開發了另一個心電腦系統W.O.O.H.P 123。

## 登場角色
- 李·克拉克（Lee Clark）

配音：安德烈·賽巴斯汀（美國）；柳超堅（台灣）
13歲，克拉克兄妹中的老大，對於體育很擅長，弱點是讀書，所以除了體育以外，其他成績都不高，而他不喜歡待在衣櫃，經常他被馬克捉弄惹他生氣。
- 梅根·克拉克（Megan Clark）

配音：艾麗森·庫爾特（美國）；曾詩淳（台灣）
12歲，克拉克兄妹中，唯一的女孩，很有想法的小俏妞，跟別人一樣很愛打扮，只是這行頭有點像搖滾明星，與譚美愛鬥嘴及有競爭力。
- 馬克·克拉克（Marc Clark）

配音：皮特·庫尼諾（美國）；蘇振威（台灣）
是克拉克兄妹中最聰明的，不過有點書呆子，改造機械能力一流，相對地運動是他的罩門。
- 東尼·克拉克（Tony Clark）

配音：茱莉亞·李繆（美國）丘梅君（台灣）
是克拉克兄妹中，年紀最小的一員，他很不愛被當小孩的少年。
缺點是自我感覺良好，擅長能力是衝撞，但喜歡立即行動，有時會拖累其他組員，不過還是很受兄姊的疼愛，他也是最容易被對手打到、捉到的一個喜歡小動物的人。
- 傑瑞（Jerry）

配音：艾卓安·特拉斯（美國）；宋克軍（台灣）
全名：傑拉爾德·傑瑞·路易斯（Gerald Jerry Lewis）
60歲，是W.O.O.H.P（世界人類保護組織）的領導人，其為延續《校園嬌娃》的角色。
- 譚美（Tammy）

配音：史蒂芬妮·比爾德（美國）；丘梅君（台灣）
和克拉克兄妹就讀同一所學校，如同校園嬌娃裡的曼蒂一樣就喜歡批評及說大話的人，也是梅根的死對頭。
- 卡爾·克拉克（Cal Clark）

配音：丹·佩卓尼亞維克（美國）
克拉克兄妹的父親，為O.O.P.S.I.E的前任特務，職業為體育用品店老闆，期待孩子守規矩。
和克拉克兄妹一樣非常討厭凱倫的姊姊楚蒂阿姨。
- 凱倫·克拉克（Karen Clark）

配音：麗茲·拉莫絲（美國）；丘梅君（台灣）
克拉克兄妹的母親，為O.O.P.S.I.E的前任特務，職業是房屋仲介，典型的過度保護，同時也是楚蒂的妹妹。
- 楚蒂阿姨（Aunt Trudy）

凱倫的姊姊，職業不明，目前她知道四個孩子的身分，喜歡窺人隱私。

## 延續
- 《校園嬌娃》中的珊珊、可可、愛莉、布蘭妮 (四个女间谍)、布萊恩及迪安等人都曾客串本劇。
- 本劇惡角有許多都是曾於《校園嬌娃》中出現過的。

## 外部連結
- 官網 （页面存档备份，存于）（英文）
- 官網（法文）
- TF1官網 （页面存档备份，存于）（法文）